# Cyanea comata
Cyanea comata (englischer Name: „Hairy-tuft Cyanea“) ist eine ausgestorbene hawaiische Pflanzenart aus der Familie der Glockenblumengewächse (Campanulaceae). Sie war endemisch auf Maui.

## Beschreibung
Cyanea comata war ein verzweigter Strauch, der maximale Wuchshöhen von 1,6 bis 2,6 Meter erreichte. Die 15 bis 30 Zentimeter langen Laubblätter waren verkehrtlanzettlich bis verkehrteiförmig. Der Blütenstand war hängend und bis zu einem Meter lang. Jeder Blütenstand bestand aus sechs bis zwölf stark gekrümmten hell violetten Blüten von 55 Millimeter Länge. 
Auf Grund seiner Blütenform könnten Vogelarten wie der Iiwi, die Krausschwänze oder der Nukupuʻu mögliche Bestäuber gewesen sein.

## Verbreitung und Lebensraum
Der Lebensraum für Cyanea comata waren die halbtrockenen Wälder an der Westseite des Haleakalā auf Maui in einer Höhenlage zwischen 915 und 1220 Meter NN.

## Aussterben
Cyanea comata wurde 1888 durch Wilhelm Hillebrand in Flora of the Hawaiian Islands Seite 256 erstbeschrieben. Die Art ist lediglich durch eine Aufsammlung von Wilhelm Hillebrand aus dem August 1870 bekannt geworden. Heute ist nur noch ein Fragment des Lectotypus im Herbarium des Bernice P. Bishop Museums vorhanden. 
Die Umwandlung der halbtrockenen Wälder Mauis in Weideland zu Beginn des 19. Jahrhunderts sowie die Überweidung und eingeführte Pflanzenarten (Neophyten), wie Gräser und Eukalyptus haben vermutlich in den 1880er Jahren zur Ausrottung dieser Pflanzenart beigetragen.